# قرن الظبية
قرن الظبية قرية سعودية، تتبع مركز أضم في محافظة الليث بمنطقة مكة المكرمة، تقع في شمال شرق مدينة الليث بمسافة نحو (165) كم.